# Nicejsko-carigrajska veroizpoved
Glej tudi splošni članek Veroizpoved
Nicejsko-carigrajska veroizpoved (tudi izpoved vere ali kratko vera, latinsko: credo) je krščanska molitev, ki obsega vse glavne prvine krščanskega verovanja. 
Prvo različico te molitve so sprejeli na prvem ekumenskem koncilu v Nikeji 
(Niceji) leta 325, pozneje pa so jo še dopolnili na ekumenskem koncilu v Carigradu 
leta 381. Pri formuliranju teksta so odigrali vidno vlogo zlasti sveti Bazilij Veliki, sveti Gregor Nazianški in sveti Gregor iz Nise. Ekumenski koncil v Efezu leta 431 je potrdil besedilo veroizpovedi in določil, da se besedila te molitve ne sme več spreminjati.
Nicejsko-carigrajsko veroizpoved sprejemajo v skoraj enaki obliki takorekoč vse krščanske
Cerkve: Rimskokatoliška cerkev, katoliške Cerkve vzhodnega obreda, pravoslavne Cerkve in številne protestantske Cerkve (Evangeličanska Cerkev, Anglikanska Cerkev, idr.).
Zelo malo je verskih skupnosti, ki se štejejo za kristjane, pa zavračajo nicejsko-carigrajsko veroizpoved (na primer skupnost Jehovovih prič).
Molitev veroizpovedi je pogosto tudi vključena v verske obrede, na primer v sveto mašo.

## Besedilo veroizpovedi
| Standardna latinska oblika Credo in unum Deum, Patrem omnipoténtem, factórem cæli et terræ, visibílium ómnium et invisibílium. Et in unum Dóminum Iesum Christum, Fílium Dei Unigénitum, et ex Patre natum ante ómnia sæcula. Deum de Deo, lumen de lúmine, Deum verum de Deo vero, génitum, non factum, consubstantiálem Patri: per quem ómnia facta sunt. Qui propter nos hómines et propter nostram salútem descéndit de cælis. Et incarnátus est de Spíritu Sancto ex María Vírgine, et homo factus est. Crucifíxus étiam pro nobis sub Póntio Piláto; passus, et sepúltus est, et resurréxit tértia die, secúndum Scriptúras, et ascéndit in cælum, sedet ad déxteram Patris. Et íterum ventúrus est cum glória, iudicáre vivos et mórtuos, cuius regni non erit finis. Et in Spíritum Sanctum, Dóminum et vivificántem: qui ex Patre (Filióque) procédit. Qui cum Patre et Fílio simul adorátur et conglorifícatur: qui locútus est per prophétas. Et unam, sanctam, cathólicam et apostólicam Ecclésiam. Confíteor unum baptísma in remissiónem peccatorum. Et expecto resurrectionem mortuorum, et vitam ventúri sæculi. Amen. | Slovenski prevod Verujem v enega Boga, Očeta vsemogočnega, Stvarnika nebes in zemlje, vseh vidnih in nevidnih stvari. In v enega gospoda Jezusa Kristusa, edinorojenega Sina Božjega, ki je iz Očeta rojen pred vsemi veki in je Bog od Boga, luč od luči, pravi Bog od pravega Boga, rojen, ne ustvarjen, enega bistva z Očetom, in je po njem vse ustvarjeno, ki je zaradi nas ljudi in zaradi našega zveličanja prišel iz nebes. In se je utelesil po Svetem Duhu iz Marije Device in postal človek. Bil je tudi križan za nas, pod Poncijem Pilatom je trpel umrl in bil v grob položen. In tretji dan je od mrtvih vstal, po pričevanju Pisma. In je šel v nebesa, sedi na desnici Očetovi. In bo spet prišel v slavi, sodit žive in mrtve, in Njegovemu kraljestvu ne bo konca. In v svetega Duha, Gospoda, ki oživlja; ki izhaja iz Očeta (in Sina), ki ga z Očetom in Sinom molimo in slavimo; ki je govoril po prerokih. In eno, sveto, katoliško in apostolsko Cerkev. Priznavam en krst v odpuščanje grehov. In pričakujem vstajenje (od) mrtvih in življenje v prihodnjem veku. Amen. |

## Filioque
Na zahodu so v nicejsko-carigrajsko veroizpoved (v latinščini) že zelo kmalu začeli dodajati besedo Filioque [filiókve], kar pomeni dobesedno in Sina. Prva uporaba tega dodatka je zabeležena v Toledu (današnja Španija) v letu 447. S tem so hoteli dodatno poudariti razliko med uradnim krščanstvom in arianizmom, ki mu je pripadalo vizigotsko plemstvo na ozemlju današnje Španije. Dopolnjena oblika veroizpovedi se je potem razširila na območje današne Francije in naprej po Evropi. Karel Veliki je leta 809 sklical cerkveni zbor v Aachnu, kjer pa je papež Leon III. nasprotoval dodatku Filioque, saj ni želel spora z vzhodnimi kristjani. Kljub temu je bila beseda uradno vključena v veroizpoved Rimskokatoliške cerkve na drugem lyonskem koncilu leta 1274.
Vprašanje dodatka Filioque je igralo pomembno vlogo pri velikem razkolu med vzhodnim in zahodnim krščanstvom. Številni pravoslavni teologi še zdaj trdijo, da je Rimskokatoliška cerkev zaradi tega dodatka zapadla v krivoverstvo in ne sprejemajo razlage, da gre zgolj za način tolmačenja, ne pa za neko novo verovanje.
V Anglikanski cerkvi, ki izhaja iz zahodne tradicije, so prvotno molili veroizpoved z dodatkom Filioque, zdaj pa je med anglikanskimi duhovniki vedno bolj razširjeno mnenje, da je treba besedo Filioque v molitvi izpustiti in se na ta način približati izvirni obliki molitve.

## V slovenskih narečjih in pokrajinskih jezikih
| Prekmurščina Verevadlüvanje Nicejskoga Správisča Verjem vednom Bogi, vsamogočem Oči, Nébe, zemle i vsáke vidne i nevidne stvári Stvoriteli. I vu ednom Gospodi Jezuši Kristuši, jedinom Božem Sini, od Očé od veka rodjenom; Bog od Bogá, svetlost od svetlosti, právi Bog od právoga Bogá, rodjeni, ne stvorjeni, ednáke z Očomo nature, po kom so vsa stvorjena. Ki je za nás lüdi i za naše zveličanje z Nebés doli stopo i Telo je na sé vzeo od Dühá svétoga z Device Marije i človek je postao. I raspét je za nás pod Poncijom Pilatom, moko je trpo i pokopan je. I gori je stano na trétji den poleg pisma. I stopo je vu nebésa, sedi na desnici Očé. I páli je pridoči z dikov sodit žive i mrtve; i njega králestvi ne bode konca. Verjem vu svétom Dühi, Gospodi i živočiniteli ki od Očé i Siná zhája, ki se z Očom i Sinom navküp moli i diči, ki je govorio po Prorokaj. Verjem edno, svéto, občinsko i Apoštolsko Mater Cérkev. Vadlüjem eden Krst na opüščanje grehov. I čákam mrtvih goristanenje i žitek prišestnoga veka. Amen. Molitvena Kniga, Zalozso Zvér János kniga v muraszombati; Trétja izdaja, ODOBRENA OD CÉRKVENE OBLÁSZTI, 1942. |